# Plumarella alternata
Plumarella alternata is een zachte koralensoort uit de familie van de Primnoidae. De wetenschappelijke naam van de soort is voor het eerst geldig gepubliceerd in 1912 door Nutting.